# Jungermannia rubripunctata
Jungermannia rubripunctata là một loài rêu tản trong họ Jungermanniaceae. Loài này được (S. Hatt.) Amak. miêu tả khoa học lần đầu tiên năm 1960.